# The Mill
The Mill és una empresa de postproducció dedicada a produir efectes visuals i gràfics generats per ordinador per a pel·lícules i sèries de televisió. Va ser fundada per Robin Shenfield i Pat Joseph en 1990 en Londres. També té seus en Nova York, Los Angeles i Chicago.
The Mill, és respectada per la seva alta gamma d'efectes visuals, imatges generades per computadora i projectes digitals per a la publicitat, jocs, la indústria del cinema i de la música. The Mill sol ser ben representada en els nombrosos comercials i en les cerimònies de premis d'Efectes Visuals a tot el món cada any. Algunes de les principals campanyes de publicitat inclouen Sony, Nike, Levi’s, Honda i Adidas.

## Història

### Fundació i primers anys
En 1990, Robin Shenfield i Pat Joseph van obrir The Mill, un estudi de postproducció i efectes visuals, en Soho, Londres. Començant com una casa d'efectes visuals per a la indústria de la publicitat, va ser la primera empresa de VFX en Europa a usar mètodes exclusivament digitals.
L'any següent de la seva creació, la companyia ja treballava amb alguns grans noms, com les agències de publicitat AMV, BBH i Saatchi & Saatchi. En els anys següents, van treballar en una sèrie d'anuncis publicitaris icònics amb algunes de les principals marques, com Levi’s, PlayStation i Coca-Cola.

### Operacions internacionals
L'any 2002 va obrir un estudi a Nova York, convertint-se en la primera empresa d'efectes visuals del Regne Unit a fer-ho. L'extensió de les operacions als EUA va ser un èxit, ja que l'empresa ocupava més de 100 persones en 2009. The Mill NY, va guanyar el D&AD Pencil pel seu treball en Coca-Cola "És el meu", i el premi Lleó d'Or sl Festival de Canes pel seu treball de disseny a l'OFFF Festival Internacional de Cinema en 2010.
Després de l'èxit d'aquest estudi, The Mill va obrir un estudi a Los Angeles en 2007. Es va convertir de nou en la primera casa d'efectes visuals britànica a obrir un estudi en la costa oest; i una vegada més, la nova empresa va tenir un gran èxit: En 2010, l'equip va guanyar el VES Award al Millor Personatge Animat en un programa o comercial a Caterpillar.
En 2013, The Mill va obrir una oficina a Chicago, en col·laboració amb Whitehouse Post.

### Propietat
El 2011 The Mill va ser adquirit per The Carlyle Group, que després el va vendre a Barclays Private Equity (més tard rebrandat com a Equistone Partners Europe). El 15 de setembre de 2015, Technicolor SA va adquirir The Mill per 259 milions d'euros a Equistone.
El maig de 2020, la secció "Mill Film" de la companyia es va incorporar a l'empresa d'efectes visuals MR. X (una altra divisió de Technicolor, ara coneguda com a MPC) en resposta als efectes econòmics de la pandèmia de la COVID-19, mentre que The Mill va continuar com una entitat separada.
El gener de 2022, The Mill es va unir amb MPC Advertising per crear una xarxa d'estudis global sota la marca The Mill. Com a estudi global, The Mill va fer aquest canvi per augmentar-se per a un futur creatiu, invertint en nous talents, capacitats de producció i tecnologies immersives.

## Operacions actuals
The Mill, està involucrada en una sèrie de projectes d'efectes visuals, des del disseny de personatges simples fins a la complexa creació d'estadis esportius complets. Supervisors, productors i artistes de la companyia, són presents en totes les etapes de producció, des de la pre-visualització i obres d'art conceptual, supervisió de rodatge en 3D i 2D, classificació, i color a través del lliurament del projecte acabat. Els projectes comercials més recents inclouen: Nike "Write the future", Axe "Susan Glenn", Call of Duty "Eclipse - Surprise", Audi "Hummingbird" i PlayStation "All Star".

## Filmografia

### Llargmetratges
- Love and Monsters
- Harry Potter i la pedra filosofal
- Com gats i gossos
- Hilary i Jackie
- The Count of Monte Cristo
- Gladiator
- Harry Potter i la cambra secreta
- Lara Croft: Tomb Raider
- Harry Potter i el pres d'Azkaban
- In The Heights
- Da 5 Bloods
- Ghost In The Shell
- Bumblebee
- Pokémon: Detectiu Pikachu
- C'mon C'mon

### Televisió
- ITV “1” idents (2006)
- BBC TWO curve idents (2018–)
- BBC – Jocs Olímpics d'Estiu de 2020
- Doctor Who (2005-2011)
- Torchwood (2006-2009)
- The Sarah Jane Adventures (2007-2011)
- Atlanta (2016-)
- Tales From The Loop (2020-)
- Severance (2022-)

### Vídeos musicals
- The Chemical Brothers - Wide Open (2015)
- Jay-Z – The Story of O.J. (2017)
- Cashmere Cat – Emotions i For Your Eyes Only (2019)
- FKA Twigs – Sad Day (2019)
- Dua Lipa – Hallucinate (2020)
- Doja Cat and the Weeknd – You Right (2021)
- Kanye West – Hurricane (2021)
- Calvin Harris, Dua Lipa and Young Thug – Potion (2022)
- Megan Thee Stallion – Plan B (2022)
- Calvin Harris, Justin Timberlake, Halsey, and Pharrell Williams – Stay with Me (2022)

### Comercials
- Bud Light (2011)
- Xfinity – X1 (2015)
- John Lewis – The Boy & The Piano (2018)
- Ridley Scott's Hennessy – Seven Worlds (2019)
- PlayStation – The Last of Us pt. II (2020)
- Burberry – Festive (2020)
- Smart Energy – Einstein (2021)
- Verizon – The Reset (2021)
- Paramount+ – Journey to the Peak (2021)

## Premis
Cinema i televisió
| Any  | Premi                                          | Categoria                          | Treball                               | Result    | Notes         |
| ---- | ---------------------------------------------- | ---------------------------------- | ------------------------------------- | --------- | ------------- |
| 2001 | Premis Oscar                                   | Millors efectes visuals            | Gladiator                             | Guanyador | [ 7 ]         |
| 2004 | MTV Video Music Awards                         | Millors efectes visuals            | "Walkie Talkie Man" by Steriogram     | Nominat   |               |
| 2006 | Royal Television Society Craft & Design Awards | Efectes Visuals – Efectes Digitals | Doctor Who (temporada 2)              | Nominat   | [ 8 ]         |
| 2007 | British Academy Television Craft Awards        | Efectes Visuals                    | Doctor Who                            | Nominat   | [ 9 ]         |
| 2008 | British Academy Television Craft Awards        | Efectes Visuals                    | Doctor Who ("Voyage of the Damned")   | Nominat   | [ 10 ]        |
| 2009 | British Academy Television Craft Awards        | Efectes Visuals                    | Doctor Who ("The Fires of Pompeii")   | Guanyador | [ 11 ] [ 12 ] |
| 2009 | Royal Television Society Craft & Design Awards | Efectes Visuals – Efectes Digitals | Doctor Who ("The Next Doctor")        | Guanyador | [ 13 ]        |
| 2010 | British Academy Television Craft Awards        | Efectes Visuals                    | Doctor Who ("The Fires of Pompeii")   | Nominat   | [ 14 ]        |
| 2010 | British Academy Television Craft Awards        | Efectes Visuals                    | Merlin                                | Nominat   | [ 14 ]        |
| 2010 | Royal Television Society Craft & Design Awards | Efectes Visuals – Efectes Digitals | Merlin ("The Last Dragonlord")        | Nominat   | [ 15 ]        |
| 2011 | British Academy Television Craft Awards        | Efectes Visuals                    | Merlin                                | Guanyador | [ 16 ] [ 17 ] |
| 2011 | British Academy Television Craft Awards        | Efectes Visuals                    | Doctor Who                            | Nominat   | [ 16 ]        |
| 2011 | MTV Video Music Awards                         | Millors efectes visuals            | "Don't Turn the Lights On" de Chromeo | Nominat   |               |
| 2011 | Royal Television Society Craft & Design Awards | Efectes Visuals – Efectes Digitals | Doctor Who ("A Christmas Carol")      | Nominat   | [ 18 ]        |
| 2012 | British Academy Television Craft Awards        | Efectes Visuals                    | Sinbad ("Pilot")                      | Nominat   | [ 19 ]        |
| 2013 | British Academy Television Craft Awards        | Efectes Visuals & Graphic Design   | Doctor Who                            | Nominat   | [ 20 ]        |
| 2020 | Premis Emmy                                    | Efectes Visuals                    | Tales From The Loop                   | Nominat   |               |